# عصر بخیر، آقای والنبری
عصر بخیر، آقای والنبری (انگلیسی: Good Evening, Mr. Wallenberg) با نام اصلی عصر بخیر، آقای والنبری - یک داستانهٔ عاشقانهٔ واقعی (سوئدی: God afton, Herr Wallenberg – En Passionshistoria från verkligheten) یک فیلم درام جنگی زندگی‌نامه‌ای به کارگردانی شِـل گریـِده است که در سال ۱۹۹۰ منتشر شد. این فیلم در چهل و یکمین جشنواره بین‌المللی فیلم برلین به نمایش درآمد.

## بازیگران
- استلان اسکاشگورد
- کاتارینا تالباخ
- ارلاند یوسفسن
- فرانچیشک پیه‌چکا
- یسپر کریستنسن
- ایوان دسنی
- توماس نورستروم